# 遊民
遊民（ゆうみん）とは、職につかず遊んで暮らしている者である。

## 概要
江戸時代において、文人のことを遊民と呼んだ例がある（石川淳の『江戸文学掌記』によれば、石川雅望、曲亭馬琴、十返舎一九は当時の資料では「遊民」とされているという）。夏目漱石の小説『それから』の主人公・長井代助は、不労所得により生活しているが、その様子は作中で「高等遊民」と表現された。石川啄木は、旧制中学校卒業後（当時としては高学歴であった）に立身出世がかなわず、父兄の財産を食い潰して無駄話をして生活している者を遊民と呼んだ。

## 毛沢東における遊民論
1926年に毛沢東が発表した論文による定義では、遊民とは農村における無産階級に属し、ルンペンプロレタリアートとも呼ばれる、不安定な生活を送っている人々であった。マルクス主義理論からも軽視あるいは敵視されるこの階級に対して、毛沢東はそれとは反対に｢非常に勇敢に戦うことができるので、良い指導を得れば革命の勢力にかえることができる｣｢断じて彼らを敵側へ走らせてはならない」という従来とは反対の評価をし、実際にその後の根拠地建設において、遊民は赤軍の主要な構成者の一つとなり、積極的な役割を果たした。

## 関連本
- 「遊民爺さん」- 小沢章友の小説。小学館、ISBN 4484932113